# Jacob Collier
Jacob Collier (Londra, 2 agosto 1994) è un cantautore e polistrumentista britannico. Nel corso della sua carriera ha vinto 7 Grammy Awards su un totale di 15 nomination.

## Biografia

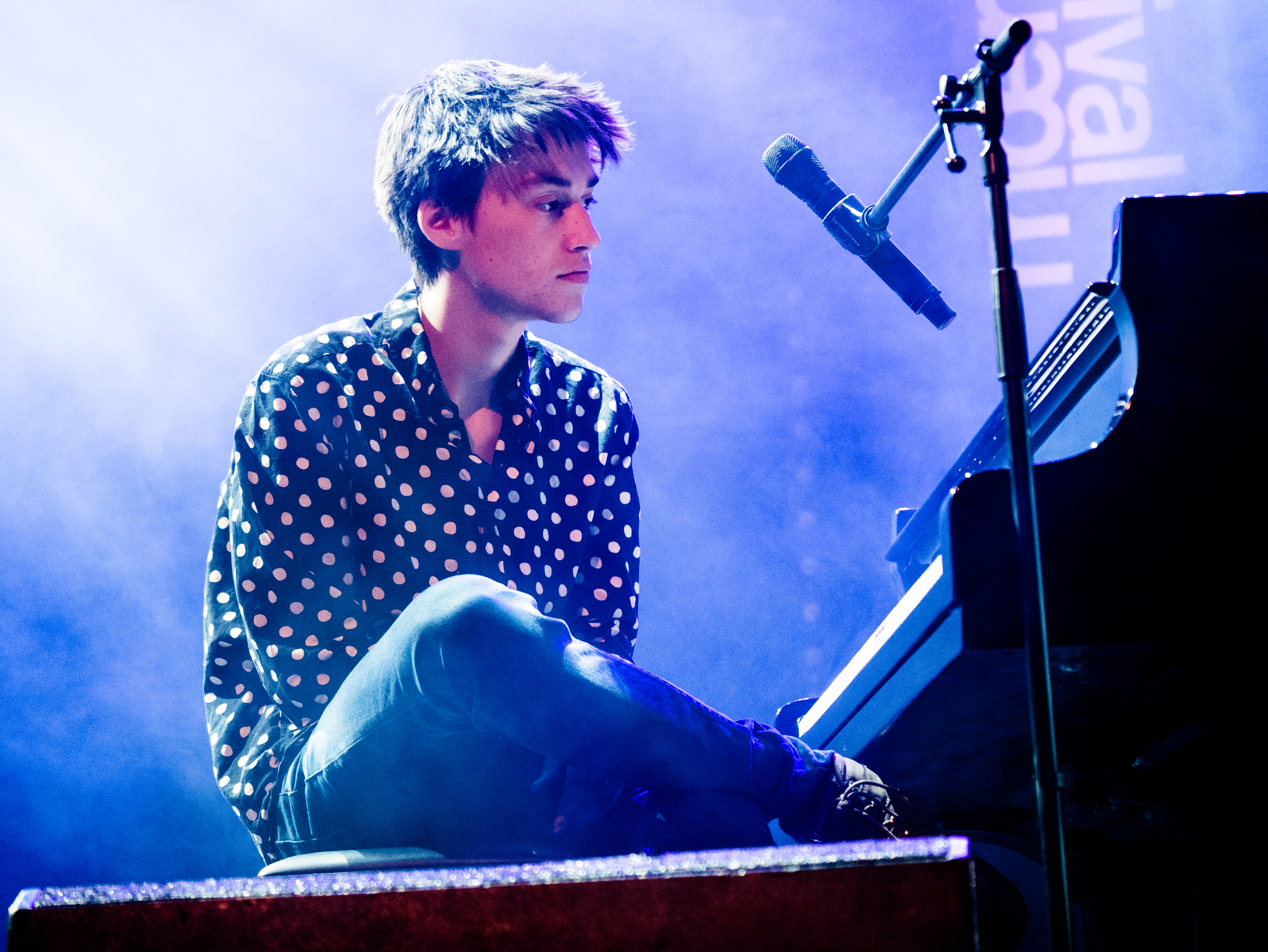
Jacob Collier nel 2016 seduto al piano

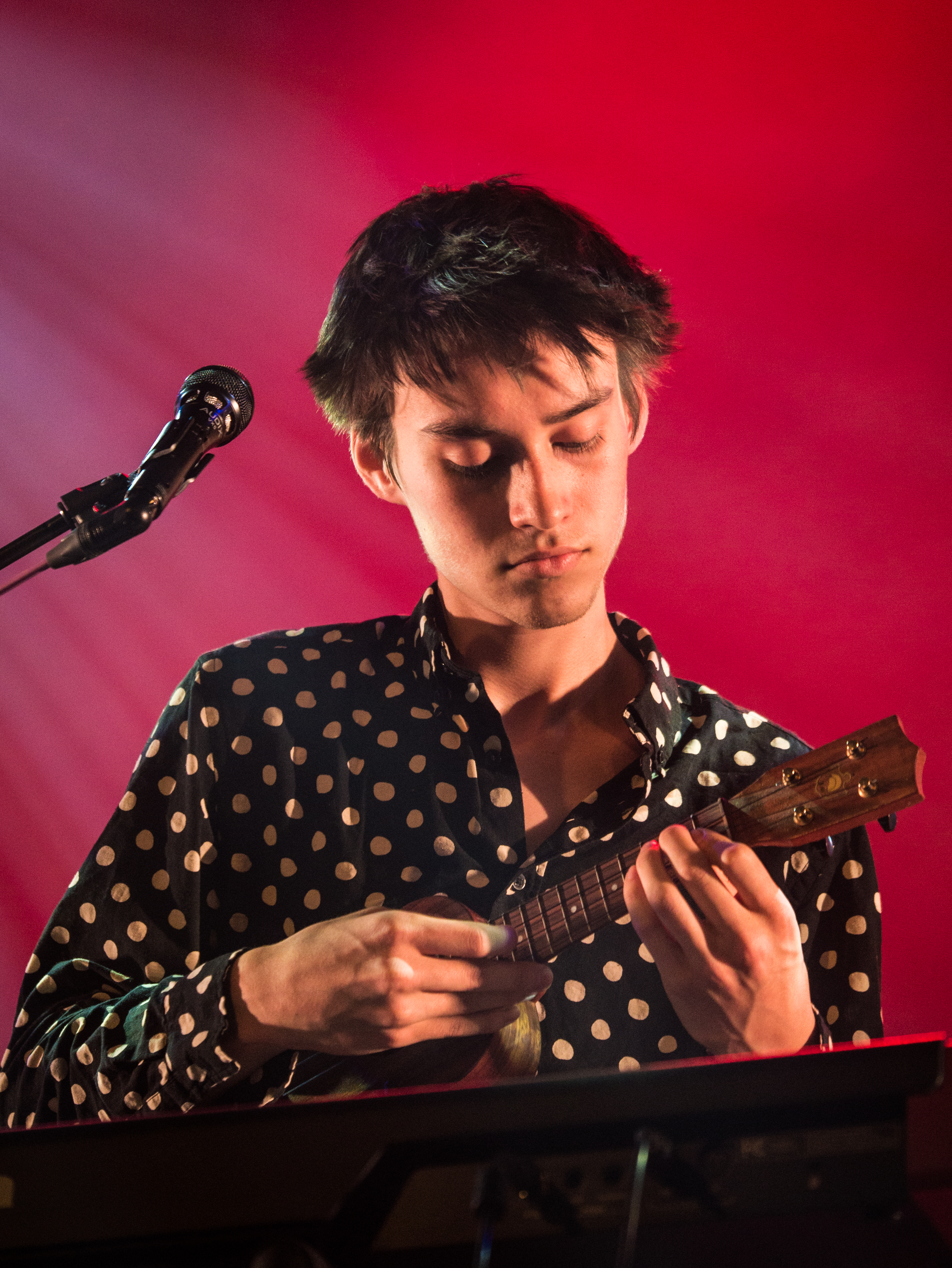
Jacob Collier nel 2016 con un ukulele

Cresciuto in una famiglia di musicisti, è diventato abbastanza noto su YouTube a partire dal 2011 dopo aver condiviso video multi-facciali in cui canta e suona tutti gli strumenti con un mosaico di schermi. Notato da colleghi del calibro di Quincy Jones, intraprende quindi l'attività dal vivo esibendosi in eventi come il Montreux Jazz Festival.
Nel 2014 collabora con il Massachusetts Institute of Technology (MIT) di Boston nella realizzazione di una performance dal vivo per gli "one-man show". Nel 2015 intraprende la sua prima tournée da headliner, esibendosi in varie nazioni europee e negli Stati Uniti, oltre a prendere parte a svariati festival. Sempre nel 2015 compone la colonna sonora relativa ai mondiali di rugby tenutisi nel Regno Unito.
Nel luglio 2016 ha pubblicato il suo primo album in studio dal titolo In My Room, la cui title track è una cover dei Beach Boys. Nel 2017 vince due Grammy Awards con You and I (cover di Stevie Wonder) nella categoria "Best Arrangement, Instrumental or A Cappella" e con Flintstones (cover del tema della serie TV The Flintstones) nella categoria "Best Arrangement, Instrumental and Vocals". Tra 2016 e 2017 l'artista esegue inoltre svariati concerti ed esibibizioni dal vivo, oltre a realizzare collaborazioni con colleghi come Snarky Puppy.
Nel febbraio 2017 produce Over the Horizon, suoneria esclusiva realizzata per il brand di telefonia Samsung. Nel dicembre 2018 pubblica Djesse Vol. 1, il primo di una serie di volumi caratterizzati da diverse collaborazioni. Il secondo di questi volumi, intitolato Djesse Vol. 2, è uscito nel luglio 2019, ed il terzo Djesse Vol. 3 nel 2020. Grazie a questi progetti, l'artista consegue altre tre vittorie ai Grammy Awards. Continua successivamente a realizzare musica inedita e collaborazioni con artisti come Stormzy e Olivia Rodrigo.
Nel 2022 intraprende un tour mondiale intitolato Djesse World Tour, dal quale viene estrapolato il suo primo album dal vivo, Piano Ballads - Live from the Djesse World Tour 2022. Nel corso del 2023 intraprende la promozione del quarto capitolo del progetto Djesse, uscito nel 2024, pubblicando alcuni singoli in collaborazione con artisti come Brandi Carlile, Stormzy, Lawrence, Tori Kelly, John Legend, Shawn Mendes e molti altri.Contestualmente, l'artista annuncia un tour mondiale previsto per il 2024.

## Discografia

### Album in studio
- 2016 – In My Room
- 2018 – Djesse Vol. 1 (con Metropole Orkest & Jules Buckley)
- 2019 – Djesse Vol. 2
- 2020 – Djesse Vol. 3
- 2024 – Djesse Vol. 4

### Album dal vivo
- 2022 –  Piano Ballads - Live from the Djesse World Tour 2022

### EP
- 2020 – Jacobean Essentials
- 2021 – Jacobean Chill